# Cimetière de Maurin
Le cimetière de Maurin est un cimetière situé à Saint-Paul-sur-Ubaye, en France.

## Localisation
Le cimetière est situé sur la commune de Saint-Paul-sur-Ubaye, dans le département français des Alpes-de-Haute-Provence.

## Historique
L'édifice est classé au titre des monuments historiques en 1941.